# Antiohie Jora
Antiohie Jora a fost un boier moldovean, care a deținut o serie de dregătorii în secolele al XVII-lea și al XVIII-lea.

## Familie
Era fiul lui Gavril Jora sulgerul și al Todosicăi, sora boierului Gavril Costachi. Antiohie Jora a fost căsătorit cu Ecaterina, fiica soției lui Grigore Ghica; copii săi au fost Constantin (mare căpitan), Toader, Safta (căsătorită cu vornicul Iordachi Ruset, fiul lui Lascarache), Marga (sau Ilinca, căsătorită cu marele vornic Darie Donici), Nicolae (postelnic), Maria (căsătorită cu Vasile Ursachi) și Gheorghe.

## Carieră
Între 1673 și 1678 a fost postelnic al lui Gheorghe Duca în Țara Românească. În 1691 a fugit din Moldova de frica lui Constantin Cantemir, fiind adus înapoi în Moldova în fiare, după cum relatează Ion Neculce și Dimitrie Cantemir.
Între aprilie 1694 și 2 septembrie 1695 a fost mare paharnic, pentru ca între septembrie și decembrie 1695 să fie hatman, luptând împotriva polonezilor. Odată cu venirea la putere a lui Antioh Cantemir a fugit în Țara Românească, condusă la acel moment de Constantin Brâncoveanu.
Mare logofăt din septembrie 1703 până în ianuarie 1706, a fost din februarie 1706 până în iulie 1707 hatman, pentru a fi numit din nou mare logofăt până în octobrie 1709. În 1710 a fost caimacan al lui Nicolae Mavrocordat. Din funcția de hatman a fost eliberat în anul 1710, întrucât se înrudise cu familia Ruset, însă a fost repus în funcție după ce a jurat credință domnului, deținând dregătoria din decembrie 1710 până în aprilie 1711. A fost privat de funcție de domnul Dimitrie Cantemir, înainte ca acesta să se înțeleagă cu rușii.
După înfrângerea de la Stănilești, soldată cu eșecul rușilor și cu fuga lui Dimitrie Cantemir, treburile Moldovei au fost conduse inițial de Curt Mehmet Pașa, însă datorită împotrivirii moldovenilor acesta a fost înlocuit de caimacanul Lupu Costaki (alt. Costachi), căruia i s-au alăturat în această dregătorie postelnicul Maxut și Antiohie Jora, cei trei exercitând funcția până pe data de 20 septembrie 1711, când au fost înlocuiți cu caimacanul Gheorghe Apostol.
Împreună cu vornicul Lupu Costachi a fost închis la Varna. Ultima funcție pe care a deținut-o a fost cea de mare logofăt, între 1714 și 1716.